# Pseudofungi
Pseudofungi је група хетероконата,   позната и као Heterokontimycotina. Ова група се састоји од оомицета и хифохитридиомицета.  Иако их бројне биохемијске, ултраструктурне и генетичке особине јасно сврставају у хетероконте, њихов облик раста (постојање хифа) и осмотрофни начин исхране подсећају на праве гљиве, са којима су раније повезиване.  

## Порекло и преци
Верује се да ова група еукариота потиче од једноћелијских хетероконтних алги које су изгубиле своје пластиде.  Једноћелијски хетеротрофни предак псеудофунги (вероватно паразит печурака) добио гене од домаћина хоризонталним преносом гена, што је довело до развоја вишећеличности. Хипотеза хоризонталног преноса гена објашњава зашто је ћелијски зид псеудофунги понекад направљен и од хитина и од целулозе. Међусобне везе унутар групе су следеће: 
| (једноћелијске) | Developayella                                                       |
|                 | Developayella                                                       |
| (вишећелијске)  | \| \| Oomycetes \| \| \| \| \| \| Hyphochytridiomycetes \| \| \| \| |
|                 | \| \| Oomycetes \| \| \| \| \| \| Hyphochytridiomycetes \| \| \| \| |
|                 | Oomycetes                                                           |
|                 |                                                                     |
|                 | Hyphochytridiomycetes                                               |
|                 |                                                                     |

|  | Oomycetes             |
|  |                       |
|  | Hyphochytridiomycetes |
|  |                       |